# Selección de balonmano de Arabia Saudita
El equipo nacional de balonmano de Arabia Saudí es el equipo nacional de balonmano del país y está controlado por la Asociación de Balonmano de Arabia Saudí. El equipo ha participado en los mundiales de balonmano masculino de 2003, 2009 y 2013.

## Campeonato Asiático de Balonmano Masculino
| Año  | Ronda           |
| ---- | --------------- |
| 1977 | 8º              |
| 1979 | No se clasificó |
| 1983 | 5º              |
| 1987 | No se clasificó |
| 1989 | 5º              |
| 1991 | 10º             |
| 1993 | 4º              |
| 1995 | No se clasificó |
| 2000 | Se retiró       |
| 2002 | 3º              |
| 2004 | 5º              |
| 2006 | Se retiró       |
| 2008 | 3º              |
| 2010 | 4º              |
| 2012 | 3º              |
| 2014 | 6º              |
| 2016 | 4º              |
| 2018 | 4º              |
| 2020 | 7º              |
| 2022 | 3º              |
| 2024 | 9º              |

## Mundial de Balonmano Masculino
| - Alemania 1938 : No se clasificó - Suecia 1954 : No se clasificó - Alemania Oriental 1958 : No se clasificó - Alemania Occidental 1961 : No se clasificó - Checoslovaquia 1964 : No se clasificó - Suecia 1967 : No se clasificó - Francia 1970 : No se clasificó - Alemania Oriental 1974 : No se clasificó - Dinamarca 1978 : No se clasificó - Alemania Occidental 1982 : No se clasificó - Suiza 1986 : No se clasificó - Checoslovaquia 1990 : No se clasificó - Suecia 1993 :No se clasificó - Islandia 1995 : No se clasificó - Japón 1997 : 21º | - Egipto 1999 : 22º - Francia 2001 : 21º - Portugal 2003 : 19º - Túnez 2005 : No se clasificó - Alemania 2007 : No se clasificó - Croacia 2009 : 23º - Suecia 2011 : No se clasificó - España 2013 : 19º - Catar 2015 : 22º - Francia 2017 : 20º - Alemania-Dinamarca 2019 : 21º - Egipto 2021 : No se clasificó - Suecia-Polonia 2023 : 29º - Croacia-Dinamarca-Noruega 2025 : No se clasificó |